# Пономарёв, Геннадий Семёнович
Геннадий Семёнович Пономарёв (2 января 1946, Москва, СССР — 2 мая 2020, Больница им. Н. И. Пирогова, Москва, Россия) — советский и российский государственный деятель — генерал-лейтенант, российский юрист. Советник коллегии Генеральной прокуратуры РФ (2011—2020), член комиссии по гражданству при президенте РФ (2002—2018), постоянный член Центральной избирательной комиссии России (1995—2003). С 10 февраля 1996 по 11 января 2011 года — Министр Правительства Москвы — начальник Государственно-правового управления. С 1989 по 1995 год — Прокурор Москвы, член коллегии Прокуратуры СССР (1980—1987), с 1977 по 1980 год — заместитель прокурора Бабушкинского района Москвы.
Государственный советник юстиции 2 класса, кандидат юридических наук, Заслуженный юрист Российской Федерации, Почётный работник прокуратуры Российской Федерации. Награжден Орденом «Знак Почёта» СССР. Член КПСС в 1971—1991, профессор кафедры уголовно-правовых наук Правовой академии Министерства юстиции РФ.
В октябре 1993 года договаривался о сдаче оружия в осаждённом Верховном Совете России. Последний прокурор г. Москвы в СССР и первый прокурор в России (с 1991 года) сохранивший пост, за всю историю органов прокуратуры с 1722 года, известный как «Человек чести».

## Биография
Родился 2 января 1946 года в Москве. В юности танцевал в коллективе народного танца, преподавал хореографию в районном Доме пионеров. Окончил юридический факультет МГУ им. Ломоносова (1971). В 1962—1963 работал слесарем на п/я N1497, в 1963—1966 — аккомпаниатор Московского Дома пионеров.
С 1971 по 1974 — стажёр, следователь, помощник прокурора Бабушкинского района г. Москвы.
В 1974—1977 годах — инструктор, заместитель заведующего отделом Бабушкинского райкома КПСС.
В 1977—1980 гг. — заместитель прокурора Бабушкинского района. С 1980 по 1985 год — заместитель начальника Управления кадров, начальник Организационно-контрольного управления, член коллегии Прокуратуры РСФСР.
С 1989 по март 1995 года — прокурор города Москвы. В октябре 1993 года вёл переговоры о сдаче оружия защитниками Верховного Совета, а затем правовыми методами боролся за восстановление порядка в столице, отстаивая интересы москвичей, волею судьбы оказавшихся в эпицентре событий, а также за государственные интересы.
В марте 1995 года был снят с должности после убийства В. Н. Листьева указом Б. Н. Ельцина и с согласия и. о. генпрокурора Ильюшенко.
1995—1996 — профессор кафедры уголовно-правовых наук Правовой академии Министерства юстиции Российской Федерации. В 1996—1999 годах — заместитель управляющего делами — начальник Государственно-правового управления Мэрии г. Москвы. Работал советником в фирме «Ингосстрах».
В январе 2011 года назначен советником первого заместителя мэра Москвы в Правительстве Москвы, занимал эту должность до 2015 года.
С 2002 по 2018 года являлся членом комиссии по гражданству при президенте Российской Федерации, занимался вопросами исправительно-трудовой системы, а также совершенствованием законодательства по структуре и компетенции органов исполнительной власти и избирательного права.

## Семья
Был женат на Татьяне Пономарёвой, имел двоих детей. Его потомки и дети, продолжили его юридическую династию.

## Смерть
Умер 2 мая 2020 года в Городской клинической больнице № 1 имени Н. И. Пирогова в Москве на фоне пандемии коронавируса. Совет ветеранов прокуратуры города Москвы под руководством Ю. П. Синельщикова и Г. Н. Матюшова выразили глубокое соболезнование жене, детям, всем родственникам и близким в связи с его уходом из жизни.
Родственниками, 3 мая принято решение о кремации усопшего с последующим захоронением на Троекуровском кладбище после окончания ограничительных мер в связи с коронавирусом.
Слова соболезнования родным и близким выразил также прокурор г. Москвы Денис Попов и коллектив прокуратуры.

### Похороны
Официальная церемония отпевания и прощания состоялась в Москве 10 июня 2020 года в Храме Святого благоверного царевича Димитрия при ГБУЗ «ГКБ № 1 имени Н. И. Пирогова» с безвременно ушедшим Геннадием Семеновичем Пономаревым, ветераном прокуратуры.
На траурной церемонии среди других участников присутствовали депутат Государственной Думы Российской Федерации, председатель Совета ветеранов прокуратуры города Москвы Ю. П. Синельщиков, заместитель председателя Совета ветеранов Геннадий Матюшов, члены Совета ветеранов и ветераны прокуратуры города Москвы и другие государственные и политические деятели России.

## Награды и почётные звания
- Орден «За заслуги перед Отечеством» IV степени (2005) — за заслуги в укреплении законности и правопорядка, активное участие в законотворческой деятельности и многолетнюю добросовестную службу[11]
- Орден «Знак Почёта»
- Кандидат юридических наук
- Заслуженный юрист Российской Федерации
- Государственный советник юстиции 2-го класса